# Lyudmyla Vershynina
Lyudmyla Vershynina (Вершиніна Людмила Іванівна; 22 de janeiro de 1928 - 19 de maio de 2021) foi uma actriz soviética e posteriormente ucraniana no Teatro de Drama Shevchenko em Dnipro e no Teatro Dramático Ucraniano de Maria Zankovetska. Ela tornou-se Artista do Povo da Ucrânia e recebeu a Ordem da Insígnia de Honra em 1960, a Ordem da Bandeira Vermelha do Trabalho em 1986 e a Ordem da Amizade em 2007.
Vershynina faleceu em Dnipro a 19 de maio de 2021, aos 93 anos.